# Independence (Missouri)
Independence és una població dels Estats Units a l'estat de Missouri. Segons el cens del 2008 tenia 121.212 habitants.
La ciutat és seu de la Comunitat de Crist, abans coneguda com l'Església Reorganitzada de Jesucrist dels Sants dels Últims Dies, que comparteix els seus orígens amb l'Església de Jesucrist dels Sants dels Últims Dies.
També s'hi troba la Biblioteca i Museu Presidencial Harry S. Truman.

## Demografia
Segons el cens del 2000, Independence tenia 113.288 habitants, 47.390 habitatges, i 30.566 famílies. La densitat de població era de 558,4 habitants per km².
Dels 47.390 habitatges en un 28,1% hi vivien nens de menys de 18 anys, en un 47,9% hi vivien parelles casades, en un 12,3% dones solteres, i en un 35,5% no eren unitats familiars. En el 30,1% dels habitatges hi vivien persones soles l'11,3% de les quals corresponia a persones de 65 anys o més que vivien soles. El nombre mitjà de persones vivint en cada habitatge era de 2,37 i el nombre mitjà de persones que vivien en cada família era de 2,93.
Per edats la població es repartia de la següent manera: un 23,9% tenia menys de 18 anys, un 8,7% entre 18 i 24, un 28,9% entre 25 i 44, un 23% de 45 a 60 i un 15,5% 65 anys o més.
L'edat mediana era de 38 anys. Per cada 100 dones de 18 o més anys hi havia 87,3 homes.
La renda mediana per habitatge era de 38.012 $ i la renda mediana per família de 45.876 $. Els homes tenien una renda mediana de 34.138 $ mentre que les dones 25.948 $. La renda per capita de la població era de 19.384 $. Entorn del 6,4% de les famílies i el 8,6% de la població estaven per davall del llindar de pobresa.

## Poblacions més properes
El següent diagrama mostra les poblacions més properes.

## Personalitats
- Ginger Rogers. Actriu, ballarina i cantant.